# El Obrero
|  | Per a altres significats, vegeu «El Obrero (Mallorca)». |

El Obrero fou un periòdic obrerista escrit en castellà i editat a Barcelona. Fou fundat el 1864 per Antoni Gusart i Vila, d'ideologia cooperativista i republicana. Hi col·laboraren Ramon Castañà, Jacint Berges, Antoni Ferrer i Pere Freixa, i des de les seves pàgines es va donar la notícia de la fundació de l'AIT i es va convocar el Congrés Obrer de 1865. Fou prohibit el gener de 1866 i el seu fundador fou desterrat a Canàries.
Va reaparèixer el desembre de 1880 com a òrgan de la Federació de les Tres Classes de Vapor, i s'edità fins al novembre del 1891. En aquesta segona etapa el seu director fou Josep Pàmias, llevat el 1887, que ho fou un temps Toribio Reoyo, i comptà entre els redactors als dirigents obrers de tendència socialista Manuel Bochons, Joan Nuet i Vidal i Josep Bragulat, que cap al 1876-1877 s'escindiren de la FRE de l'AIT i fundaren el Centre Federal de Societats Obreres de Barcelona. El periòdic adoptà definitivament la tendència socialista marxista el setembre del 1881 i publicà en fulletó el Manifest Comunista el 1882. Els seus redactors s'aproparen aleshores als dirigents del Partit Democràtic Socialista Obrer Espanyol a Madrid, partit del que un temps n'esdevindrà portaveu. El 1888 trencaria relacions amb els marxistes per a declarar-se seguidor del socialisme possibilista francès i del Partit Socialista Oportunista, creat el 1891 per Pàmias. També hi escriviren Josep Comaposada i Josep Roca i Galès.